# Medranoa
Medranoa là một chi thực vật có hoa trong họ Cúc (Asteraceae).

## Loài
Chi Medranoa gồm các loài: